# 都市計画道路浦上川線
都市計画道路浦上川線（としけいかくどうろうらかみがわせん）は、長崎県長崎市を通る都市計画道路である。

## 概要
長崎県道112号長崎式見港線他で、長崎県長崎市松山町から元船町に至る延長約3 kmの都市計画道路
地域高規格道路の長崎南北幹線道路の一部であり、国道202号や国道206号の渋滞緩和のために整備された道路。全区間無料で通行できる。

### 路線データ

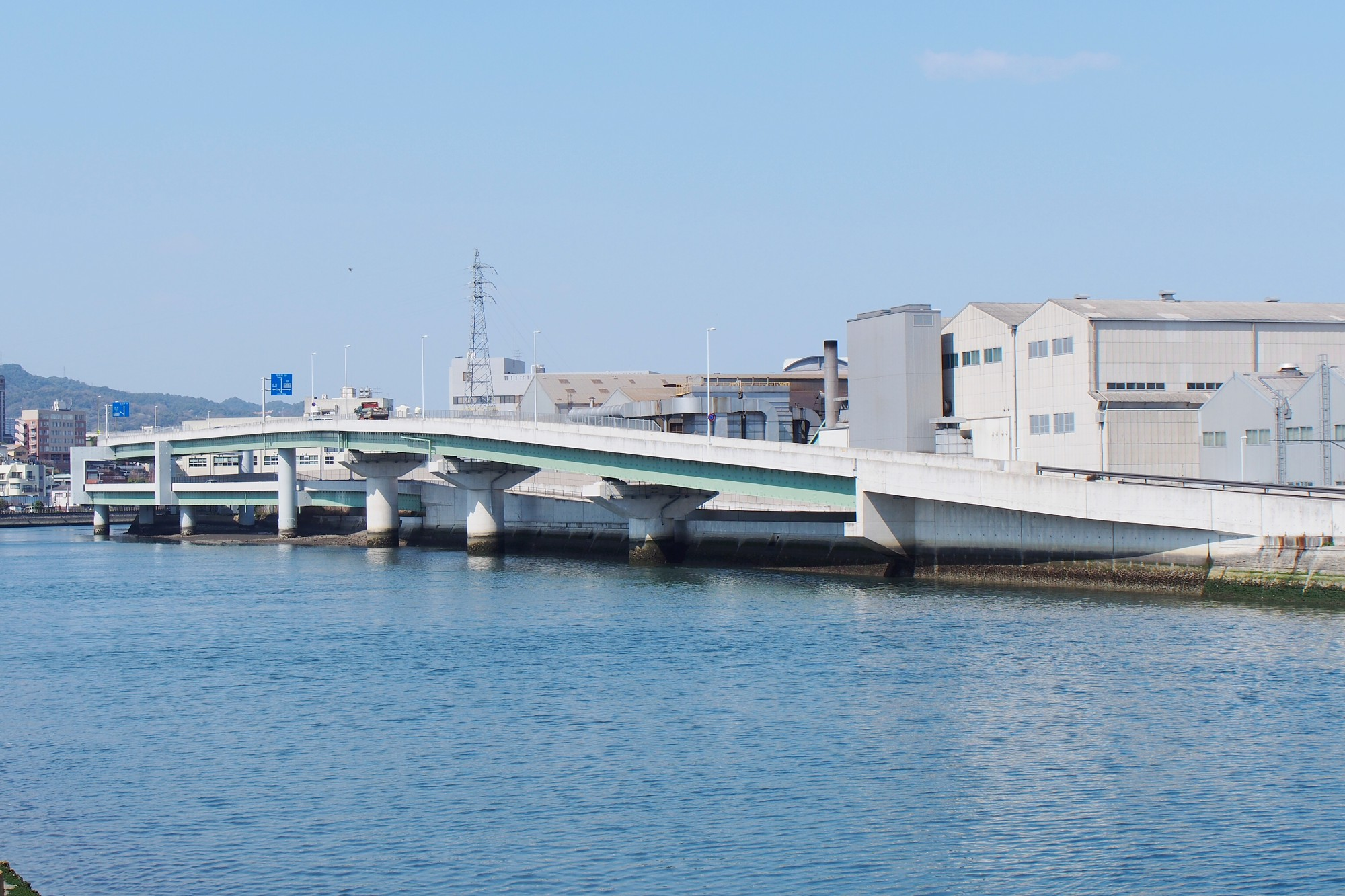
浦上川沿いの高架区間

- 起点：長崎県長崎市松山町[1]
- 終点：長崎県長崎市元船町[1]
- 総延長：3.3 km[1]
- 規格 : 第4種1級
- 設計速度：60 km/h
- 規制速度：60 km/h
- 車線数：4車線

## 歴史
- 1975年（昭和50年）10月3日 - 事業着手。
- 1989年（平成元年）12月 - 松山町 - 茂里町間供用開始。
- 2008年（平成20年）3月 - 稲佐橋 - 元船町間供用開始。
- 2010年（平成22年） - 高架区間である茂里町 - 稲佐橋が供用開始。

## ランプ
- 施設名欄の背景色が■である部分は施設が供用開始されていない、または完成していない事を示す。
- 路線名の特記がないものは市道。

| 施設名                     | 接続路線名                 | 距離 (km)                  | 備考     | 所在地 |
| -------------------------- | -------------------------- | -------------------------- | -------- | ------ |
| （北部方面に延伸計画あり） | （北部方面に延伸計画あり） | （北部方面に延伸計画あり） |          | 長崎市 |
| 松山町ランプ               | 国道206号                  | 0.0                        |          | 長崎市 |
| 茂里町ランプ               | 長崎県道112号長崎式見港線  | 0.9                        | 高架区間 | 長崎市 |
| 稲佐橋ランプ               | 国道202号                  | 1.8                        | 高架区間 | 長崎市 |
| 尾上町ランプ               |                            | 2.5                        |          | 長崎市 |
| 元船町ランプ               | 長崎県道112号長崎式見港線  | 3.3                        |          | 長崎市 |